# 1992年夏季残疾人奥林匹克运动会匈牙利代表团
1992年夏季残疾人奥林匹克运动会匈牙利代表团是匈牙利派出的1992年夏季残疾人奥林匹克运动会代表团。获得4枚金牌、3枚银牌和4枚铜牌。